# CVV Willemstad
El C.V.V. Willemstad, también llamado CVV Inter Willemstad es un club de fútbol Profesional de Curazao, de la ciudad de Willemstad. Fue fundado en 1939 y juega en la Liga de Curazao y en la liga de Antillas Neerlandesas.

## Historia
A principios de 1939 uno de los hombres de la famosa aerolínea KLM indignados de que ella podría ser un miembro de la SOV Asiento, (la asociación deportiva de la refinería de Shell).
Esta asociación solo estaba abierto a los empleados de Shell.
Los Pilotos de esta aerolínea querían pasar su tiempo en algo diferente cuando estaban en Curazao, simplemente, pasar un poco de volar, nadar y beber todo.
A jugar Futbol Con un puñado de fanáticos, durante las noches una o varias copas en el Mambo club el Tribunal de Berlín en sí, decidió crear un club de fútbol.
Pronto el nombre de la Asociación de Fútbol de Willemstad Curazao inventado. El KLM-res estaban abiertas a los miembros de "afuera".
El 28 de abril de 1939, fue CVV Willemstad 'nacido'.
El club se unió a la Unión de Fútbol de Curazao en la segunda División.
El primer partido fue contra Sharp FC y se perdió 1-0.
Un año más tarde, ganó el primer premio, como no podía ser de otra manera, una buena jarra de cerveza Holandesa es la tradición de celebrar de este equipo.
El 1 de noviembre de 1941, es una fecha extraña, la celebración del aniversario en febrero.
En 1944, el primer éxito de fútbol más importantes alcanzados, el Throphee Paz fue ganada.
En el informe anual de 1945 muestra que al final de la Segunda Guerra Mundial, muchos se trasladaron a los espectrómetros de los Países Bajos Willemstad, para ayudar a reconstruir el país.
Ese año fue un equipo difícil de conseguir en sus pies.
La refinería de Shell jugado en 1949, al igual que 10 años antes, una vez más un papel importante en Willemstad.
En 1948, Willemstad llega a los 100 Socios.
Willemstad se trasladó en 1950 al actual sitio en la Bramendiweg.
En 1951 el club sube a primera División.
Un año muy importante, ya que incluso aparece por primera vez, el Verde y trompeta Blanca, San Nicolás es la primera visita.
La manifestación se organiza el primer coche y el departamento de la juventud dedicada establecida.
En el año 1961 (!) Obtiene su casa club.
En 1973 un número récord de visitantes, miembros de la Asamblea General de Miembros,
94 fueron contados.
Hubo disturbios en el club. Ese mismo año, Deportes del Día de la Mujer llega.
No se sabe si esto tenía que ver entre sí.
Willemstad ha participado activamente en la creación de la Federación de Fútbol Libres Curazao.
En 1973, el primer partido oficial jugado por esta nueva asociación entre Willemstad y Quick-60. Willemstad ganó 1-0.
1994 es un año muy importante para Willemstad.
La iluminación de largo deseado está en funcionamiento.
En 1997 Inter Willemstad establecido.
En 1999, el 60 º aniversario de la asociación celebrada.
Una revista publicó en holanda. Esta revista de aniversario es la fuente de este recorrido histórico.
Se emplean muchos miembros y participaron antiguos miembros.
Incluso ahora que se van Eijk Albert, Cierre Leen, Koos de Vos, Rosheuvel Ben, Huizer Leen, H. Jordaan, Kroeger Gerben, Hilgersom Coen, tordo Hanco y todos los demás que han contribuido a esta publicación han hecho todavía agradecido.
Por otra parte, hay detrás de la barra de nuestro club, muchos ejemplares de esta revista aniversario maravilloso.

## Patrocinadores
- Toshiba
- Multi Post
- Empresas Polar

## Estadio
- Estadio Ergilio Hato
- CVV Willemstad Stadium

## Datos del club
- Temporadas en Primera División:.
- Temporadas en Segunda División:.
- Mayor goleada conseguida:.
  - En campeonatos nacionales:.
  - En torneos internacionales:.
- Mayor goleada encajada:.
  - En campeonatos nacionales:.
  - En torneos internacionales:.
- Mejor puesto en la liga:.
- Peor puesto en la liga:.
- Máximo goleador:.
- Portero menos goleado:.
- Más partidos disputados:.

## Jugadores notables
- Vurnon Anita
- Boy Deul
- Elson Hooi
- Marc van Eijk
- Marwin Richard

- Datos: Q388414